# Alto Alegre do Maranhão
Alto Alegre do Maranhão è un comune del Brasile nello Stato del Maranhão, parte della mesoregione del Leste Maranhense e della microregione di Codó.